# Simetria esfèrica
La simetria esfèrica  és la simetria respecte a un punt central, de manera que un sistema físic o geomètric té simetria esfèrica quan tots els punts a una certa distància del punt central són equivalents.

## Física
Un cert nombre de problemes físics d'interès, especialment relacionats amb la teoria de camps, els medis continus o la teoria quàntica són més fàcils de resoldre quan les dades de partida té simetria esfèrica, ja que la solució per a certes magnituds incògnites també tindrà simetria esfèrica. Això permet reduir un problema amb tres coordenades espacials a un problema d'una variable (variable radial). Per exemple en diverses àrees de la resolució de certs problemes requereix estudiar l'equació de Poisson següent: 

{\displaystyle {\frac {\partial ^{2}\varphi }{\partial x^{2}}}+{\frac {\partial ^{2}\varphi }{\partial y^{2}}}+{\frac {\partial ^{2}\varphi }{\partial z^{2}}}=\rho ({\vec {x}})}

Quan la funció "font" té simetria esfèrica, és a dir: 

{\displaystyle \rho (x,y,z)={\tilde {\rho }}({\sqrt {x^{2}+y^{2}+z^{2}}})\,}

El problema pot reformular en termes de dues variables com: 

{\displaystyle {\frac {\partial ^{2}{\tilde {\varphi }}}{\partial r^{2}}}+{\frac {1}{r}}{\frac {\partial {\tilde {\varphi }}}{\partial r}}+{\frac {\partial ^{2}{\tilde {\varphi }}}{\partial z^{2}}}={\tilde {\rho }}(r)}

On: 

{\displaystyle {\begin{cases}\rho (x,y,z)={\tilde {\rho }}({\sqrt {x^{2}+y^{2}+z^{2}}}),&{\tilde {\rho }}(r)=\rho (r\sin \theta \cos \phi ,r\sin \theta \sin \phi ,r\cos \theta )\\\varphi (x,y,z)={\tilde {\varphi }}({\sqrt {x^{2}+y^{2}+z^{2}}}),&{\tilde {\varphi }}(r,z)=\varphi (r\sin \theta \cos \phi ,r\sin \theta \sin \phi ,r\cos \theta )\end{cases}}}

## Teoria de grups
Donat un problema geomètric o físic caracteritzat per un cert nombre de magnituds escalars {\displaystyle \phi (\mathbf {x} )} o propietats tensorials {\displaystyle T(\mathbf {x} )\in {\mathcal {T}}_{q}^{p}(\mathbb {R} ^{n})} es diu que el problema té simetria esfèrica si hi ha representacions  F  p, q   del grup SO (3):

{\displaystyle F_{p,q}:SO(3)\to {\mathcal {T}}_{q}^{p}(\mathbb {R} ^{n})\otimes {{\mathcal {T}}_{q}^{p}}^{*}(\mathbb {R} ^{n})}

Tals que: 

{\displaystyle [F_{p,q}(\mathbf {T} )](F_{1,0}(\mathbf {x} ))=\mathbf {T} (\mathbf {x} ),\quad \phi (F_{1,0}(\mathbf {x} ))=\phi (\mathbf {x} )}

Aquesta última expressa la condició que el fet de girar el sistema d'eixos deixa forminvariantes les quantitats bàsiques que caracteritzen el problema.